# Chinthapally Rajasekhar
Chinthapally Rajasekhar es un diplomático, indio.
- En 1990 entró a la carrera diplomática.
- De 1995 a 1997 fue Jefe Adjunto de la Misión en Ulan Bator.
- De 1997 a 1999 fue Oficial Regional de Pasaportes en Hyderabad (Andhra Pradesh).
- De 1999 a 2002 fue Primer Secretario / Jefe de Cancillería en La Embajada en Tokio.
- De 2003 a 2006 fue Alto Comisionado adjunto en Puerto España.
- De 2006 a 2007 fue director del departamento Asia Oriental en el Ministerio de Asuntos Exteriores (India), Nueva Delhi.
- De 2007 a 2010 fue Ministro de  Embajada en Seúl.
- De 2010 a 2012 fue Ministro (Política y Medios de Comunicación y Prensa) en La Alto Comisionado en Londres.
- De junio de 2012 a 2015 fue embajador Extraordinario y Plenipotenciario en La Habana (Cuba).
- Desde 2015 es director general del Indian Council for Cultural Relations.[1]